# Mansión de Katvari
La Mansión de Katvari (en letón: Katvaru muižas pils) es una casa señorial en la parroquia de Katvari, municipio de Limbaži, en la región histórica de Vidzeme, en el norte de Letonia.

## Historia
Construida originalmente a mediados del siglo XVIII, los muros de ladrillo rojo fueron añadidos durante el siglo XIX. Entre 1920 y 2008 el edificio albergó la escuela de primaria de Katvari.